# Haus Burghardt
Das Haus Burghardt am Mühlbach 4 in Regensburg wurde 1979 von Thomas Herzog entworfen und ist unter der Aktennummer D-3-62-000-2191 in der Denkmalliste Bayern eingetragen.

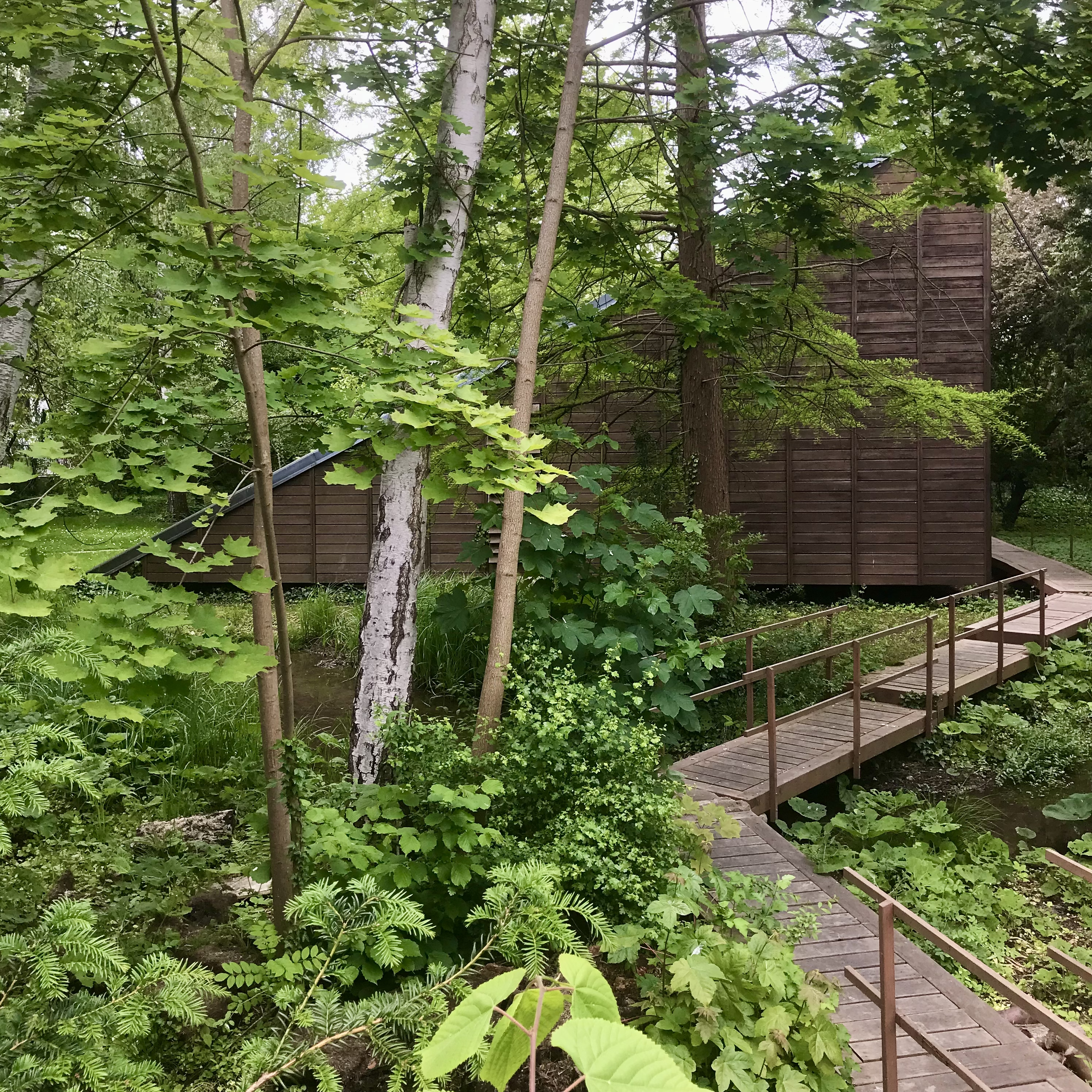
Ostfassade

## Architektur
Das keilförmige Wohnhaus wurde zwischen 1977 und 1979 entworfen und errichtet. Der Holzskelettbau ist teils verschalt und teils großflächig an der Südseite für passive Nutzung der Sonnenenergie verglast. Der dazugehörige Garten mit Bachlauf, Plattenweg und Holzstege wurde von Peter Latz entworfen.

## Objektbeteiligte
- Architekt: Thomas Herzog mit Verena Herzog-Loibl
- Bauleitung: Walter Götz
- Bauingenieur: Julius Natterer
- Landschaftsarchitekt: Peter Latz
- Künstler: Rainer Wittenborn
- Bauherren: M. und W. Burghardt, Regensburg

## Auszeichnungen und Preise
- 1981: Mies van der Rohe Preis
- 1981: BDA Preis Bayern[3]

## Baudenkmal
Haus und Garten stehen unter Denkmalschutz und sind im Denkmalatlas des Bayerischen Landesamtes für Denkmalpflege und in der Liste der Baudenkmäler in Regensburg-Kumpfmühl-Ziegetsdorf-Neuprüll eingetragen.